# Hessen Kassel Heritage
51°18′40″ пн. ш. 9°24′12″ сх. д. / 51.311076° пн. ш. 9.4032862° сх. д.
Hessen Kassel Heritage (раніше Museumslandschaft Hessen Kassel, скорочено MHK) — установа землі Гессен, якій доручено управління історично-мистецькими об'єктами та колекціями землі Гессен в Касселі.
Об'єкти в Касселі включають Гірський парк Вільгельма з Геркулесом, Палац на пагорбі Вільгельма, Левенбург, Бальний будинок і Велику оранжерею, а також парк Карлсауе з його будівлями, оранжереєю та мармуровою ванною кімнатою, Гессенський державний музей з оборонними воротами та Нову галерею. За межами Касселя до об'єктів належать музей замку Фрідріхштайн у Бад-Вільдунгені та замок Вільгельмсталь біля Кальдена.
Hessen Kassel Heritage також доглядає за цими об'єктами та колекціями з наукової точки зору та видає публікації. Директором MHK з серпня 2009 року до свого виходу на пенсію на початку 2018 року був історик мистецтва Бернд Кюстер. Його наступником став Мартін Еберле.

## Історія
Земля, будівлі та колекції Hessen Kassel Heritage належали ландграфам, а пізніше курфюрстам Гессен-Касселя. Основні фонди багатовікової колекції курфюрстів збереглися в усьому розмаїтті до наших днів. У Німеччині таке поєднання можна знайти лише в колекціях Дрездена та Мюнхена. Ландграфи та курфюрсти, які займалися астрономією та індивідуальними ремеслами, залучали до свого двору відомих європейських художників, математиків та архітекторів, а також займалися старовиною та сучасним мистецтвом. Колекції були створені частково з державних міркувань, частково з особистих інтересів ландграфів і курфюрстів. З середини ХІХ століття пожертви та позики громадкості також сприяли наповненню історичними артефактами. Таке розширення колекції триває й донині. У 1866 році, після анексії Гессен-Касселя, Пруссія вперше передала тодішні колекції курфюрстів у державне управління. У 1924 році вони були об'єднані в Кассельські державні художні колекції та отримали спільне управління та наукове управління. У 1945 році, після заснування землі Гессен, ця установа стала власністю землі Гессен. У 1992 році заклад було перейменовано в Державні музеї Касселя. У 2006 році відбулася реструктуризація: Державні музеї Касселя були об'єднані з кассельськими об'єктами Державних палаців і садів Гессена. У цьому контексті назву було змінено на Museumslandschaft Hessen Kassel (MHK). У 2023 році установу було перейменовано в Hessen Kassel Heritage, що було розкритиковано з боку громадськості.
Директори
- 1924–1928: Йоганнес Белау
- 1928–1945: Курт Лютмер
- 1946–1961: Ганс Фогель
- 1962–1982: Еріх Герцог
- 1982–1995: Ульріх Шмідт
- 1995–2000: Ганс Оттомаєр
- 2000–2008: Міхаель Айсенгауер
- 2009–2017: Бернд Кюстер
- з 1 травня 2018 року: Мартін Еберле

## Об'єкти та колекції
У місті Кассель Hessen Kassel Heritage управляє такими об'єктами та парками:

### Гірський парк Вільгема
Гірський парк Вільгема знаходиться під наглядом Hessen Kassel Heritage і являє собою бароковий комплекс із палацом на пагорбі Вільгема, статуєю Геркулеса та 250-метровими каскадами, які були побудовані на початку XVIII століття. Пізніше Гірський парк Вільгема був розбудований у ландшафтний парк. У результаті постав обширний ідеалізований природний ландшафт із водоспадами, акведуками та фонтанами (водними об'єктами). Гірський парк, розташований на схилі гори Габіхтсвальд і є одним з найбільших в Європі. Ввесь комплекс, від споруди Геркулеса до каскадів, замку та барокової осі, що тягнеться до міста як вияв влади курфюрстів, є унікальним у світі. 23 червня 2013 року гірський парк було визнано об'єктом Світової спадщини ЮНЕСКО.
Hessen Kassel Heritage відповідає за садівниче, культурне і музейне утримання та управління гірським парком.

#### Геркулес
Геркулес з восьмикутником утворює найвищу точку гірського парку. Побудований між 1700 і 1717 роками італійським архітектором Джованні Франческо Герньєро під керівництвом ландграфа Карла Гессен-Касселя. Статуя Геракулеса має висоту 8,3 м і виготовлена аугсбурзьким ювеліром Йоганном Якобом Антоні за зразком античного Геракла Фарнезе. На восьмикутнику знаходиться платформа для відвідувачів.

#### Водяне шоу
Особливою привабливістю є літні водяні шоу. Вони простягаються від каскадів під Геркулесом, включно з водоспадом Штайнгофер, до Диявольського моста і акведука і завершуються «великим фонтаном».

#### Палац на пагорбі Вільгема

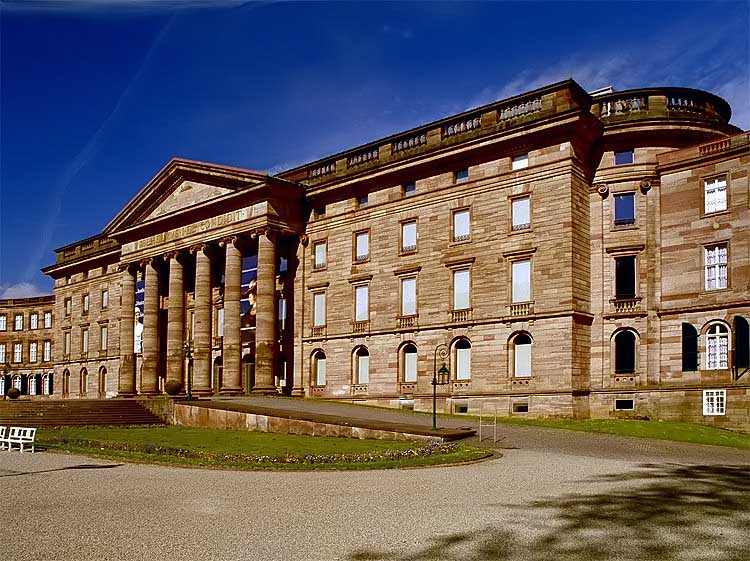
Палац на пагорбі Вільгема (середнє крило із західної сторони)

Палац на пагорбі Вільгельма будувався в кілька етапів, починаючи з 1786 року. Нині в ньому розташовані колекція старожитностей, картинна галерея, колекція графіки та музей замку у флігелі Вайсенштайн. У палаці на пагорбі Вільгема також розташовані історична каплиця, бістро та адміністрація Hessen Kassel Heritage.
Флігель Вайсенштайн є південним крилом палацу. Побудований між 1786 і 1790 роками і використовувався як вітальня та репрезентативна кімната ландграфа. Сьогодні історичні кімнати замку, такі як їдальню, портретну галерею, письмову кімнату та ванну кімнату можна відвідати. Представлені меблі та оздоблення періоду ампіру, а також фонди виборчої бібліотеки та колекції порцеляни.
Постійна експозиція колекції старожитностей розділена на такі теми як археологія, скульптури, міфи, греків, римляни і Геркулес. Пропозиції покликані створити зв'язок між експонатами старовини та сучасністю.
Картинна галерея містить європейський живопис періодів пізньої готики, ренесансу, бароко та класицизму. Основна увага приділяється голландському та фламандському живопису XVII століття.
Колекція графіки налічує понад 60 000 рисунків, гравюр, плакатів та ілюстрованих книг від пізнього середньовіччя до сучасного мистецтва. У регіональному плані вона охоплює колекції від Німеччини до Нідерландів, Франції та Італії. Особливістю є велика колекція архітектурних креслень для будівельних проєктів ландграфів Гессена.

#### Левенбург
Левенбург (нім. Löwenburg) був побудований між 1793 і 1801 роками під керівництвом ландграфа Вільгельма IX Гессен-Касселського, пізніше курфюрстом Вільгельмом I, придворним архітектором Генріхом Крістофом Юссовим. Всередині розташовані вітальні з історичними меблями. У зв'язку з ремонтними роботами в рамках екскурсії наразі можна відвідати лише збройову палату, замкову каплицю та відкриті території, включно з Wolfsschlucht і сади замку та форту.

#### Бальний будинок
Бальний будинок знаходиться поруч із палацом на пагорбі Вільгема. Простий зовні, інтер'єр обладнаний великою, чудово розмальованою бальною залою. Побудований у 1808/1809 роках Лео фон Кленце за дорученням брата Наполеона, Жерома Бонапарта, під час його правління в Касселі. Інтер'єр був завершений лише в 1828 році кассельським архітектором Йоганном Конрадом Бромейсом.

#### Велика оранжерея
Велика оранжерея розташована неподалік від замку і була побудована в 1822/23 рр. придворним архітектором Йоганном Конрадом Бромейсом при курфюрсті Вільгельмі II для вирощування цінних екзотичних рослин. Оранжерею можна відвідати взимку.

#### Центри для відвідувачів
Стара будівля вокзалу на кінцевій зупинці нинішньої трамвайної лінії 1 побудована в 1898 році. З 2008 року тут розміщено один із двох центрів для відвідувачів у гірському парку Вільгельма (англ. Visitor Centre Wilhelmshöhe). Інший центр для відвідувачів розташований біля пам'ятника Геркулесу в спеціально збудованій будівлі та був відкритий у 2011 році (Центр для відвідувачів Геркулеса, нім. Besucherzentrum Herkules).

### Парк Карлсауе
Державний парк Карлсауе був створений приблизно в 1700 році як бароковий парк. У кінці XVIII століття його перетворили на ландшафтний парк і зробили доступним для широкого загалу. У парку є острів Зібенберген, оранжерея і мармурова ванна.

#### Оранжерея

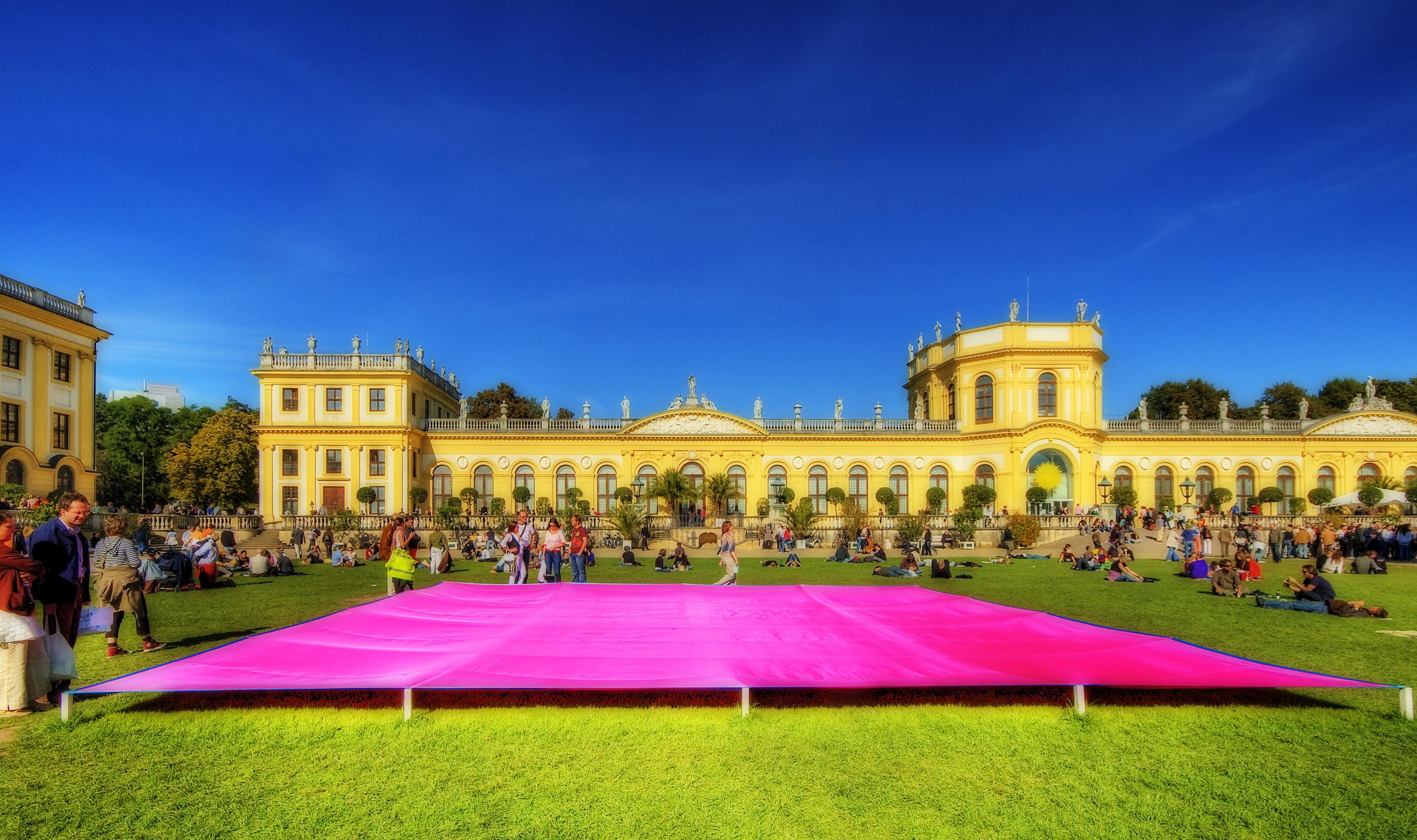
Оранжерея (2007, під час документи 12)

Оранжерея в Карлсауе була побудована між 1701 і 1710 роками під керівництвом ландграфа Карла. Взимку вона служив оранжереєю для численних апельсинових і лаврових дерев. Два кутових павільйони були літньою резиденцією подружжя ландграфів. Сьогодні в Оранжереї розташовані Астрономічно-фізичний кабінет і планетарій. Їхній західний павільйон регулярно використовується для спеціальних виставок.
Астрономічно-фізичний кабінет містить експозиції астрономії, годинників, геодезії, фізики та математики/інформаційних технологій. Створення колекції сталося завдяки безперервній підтримці природничих наук з боку ландграфів Гессена, а також їх пристрасті до колекціонування цікавинок.
Кассельський планетарій має купол діаметром десять метрів і вміщує 50 осіб. Програма розроблена Кассельською астрономічною робочою групою.

#### Мармурова ванна кімната
Мармурова ванна кімната поруч з оранжереєю є останнім важливим і збереженим представницьким купальним комплексом періоду пізнього бароко в Німеччині. Він був побудований між 1722 і 1728 роками під керівництвом ландграфа Карла Гессен-Касселя. Дизайн інтер'єру, мармурові скульптури та настінні рельєфи, а також медальйони та портретні бюсти створив римський скульптор П'єр-Етьєн Монно. У літні місяці будівлю можна оглянути зсередини.

#### Острів Зібенберген
Острів Зібенберген — це невеликий острів квітів із різноманітним ботанічним розмаїттям на південному краю Карлзауе. Його можуть переглядати відвідувачі.

### Гессенський державний музей

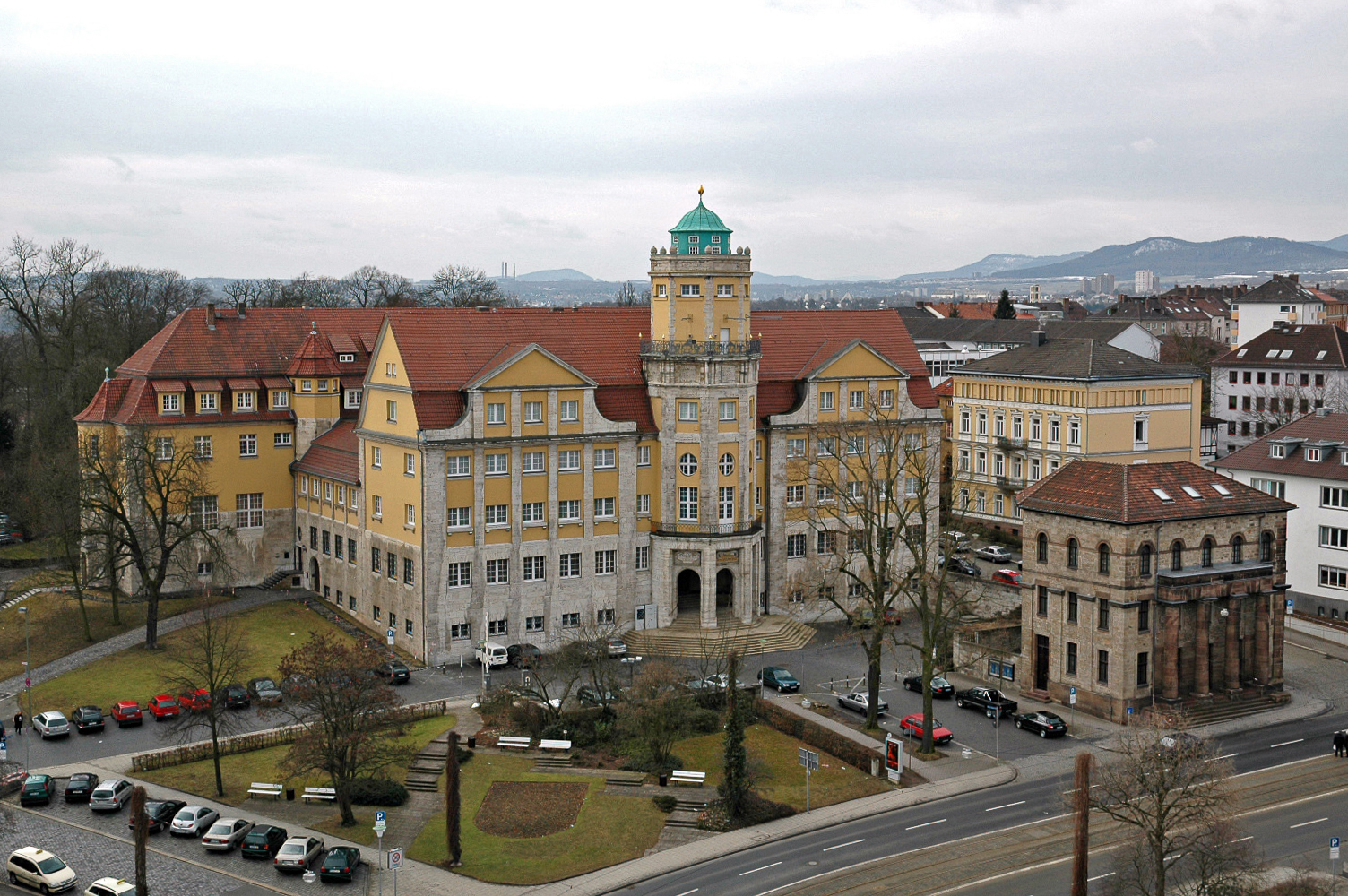
Гессенський державний музей, оборонні ворота праворуч (2005)

Гессенський державний музей розташований на Brüder-Grimm-Platz, на краю центру міста та початку Wilhelmshöher Allee. Спроєктований архітектором Теодором Фішером музей був урочисто відкритий 23 серпня 1913 року до тисячоліття міста Кассель.

#### Колекції в Гессенському державному музеї
До 2008 року Гессенський державний музей містив колекції доісторії та ранньої історії, прикладного мистецтва, фольклору та Німецького музею шпалер. Німецький музей шпалер планується виставляти на новому місці.

#### Оборонні ворота
Будівля оборонних воріт розташована поруч із Державним музеєм Гессе на Брюдер-Грімм-Плац. Будівля є частиною незавершеної системи воріт, спроєктованої архітектором Генріхом Крістофом Юссовом у 1805 році. Тут представлені ремісничі вироби від історизму до сучасного дизайну. Охорона воріт закрита до подальшого повідомлення.

### Нова галерея
Нова галерея розташована на так званому «Прекрасному краєвиді» між ратушею та Карлсауе. Побудована між 1871 і 1877 роками за планами архітектора Генріха фон Ден-Ротфельзера в стилі неоренесансу на основі моделі Старої пінакотеки Мюнхена Лео фон Кленце. Спочатку в будівлі була Картинна галерея. Після руйнування під час Другої світової війни цю колекцію було перевезено до палацу на пагорбі Вільгельма. Нова галерея відкрилася в 1976 році з новою концепцією та з нинішньою назвою. Відтоді в ній експонується мистецтво XVIII століття до сьогодення. Будівлю було знову відкрито в листопаді 2011 року після масштабних ремонтних робіт. Ремонтними роботами керувала архітектурна фірма Volker Staab.
За межами міста Кассель Hessen Kassel Heritage управляє такими об'єктами та парками:

### Музей замку Фрідріхштайн

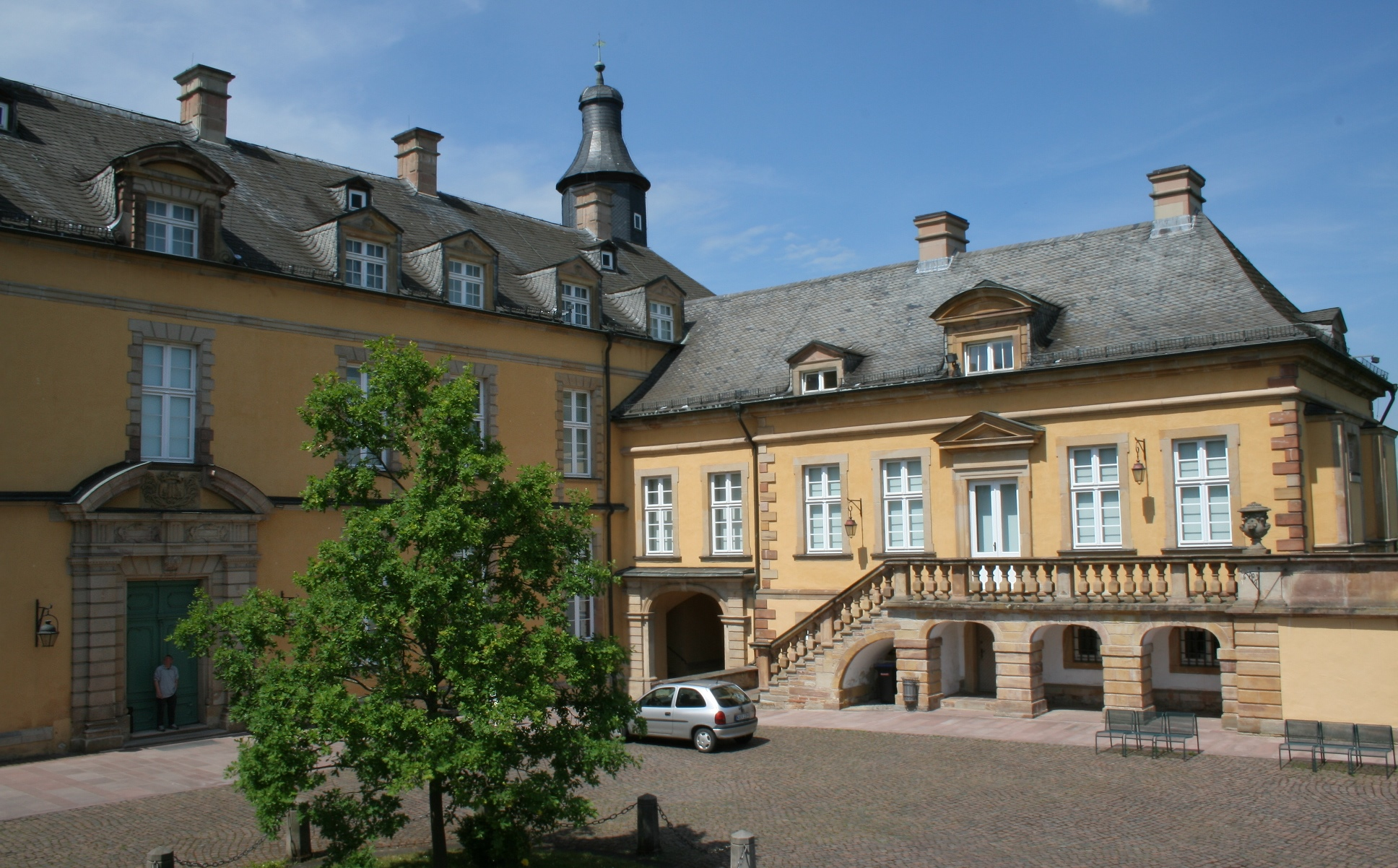
Замок Фрідріхштайн, внутрішній двір (північне крило) (2007)

Музей замку Фрідріхштайн розташований на півночі Бад-Вільдунгена. Йозіас II фон Вальдек почав будувати бароковий палац за французьким зразком на місці середньовічної будівлі приблизно в 1660 році. Після масштабних реставраційних робіт, проведених землею Гессен як власником, з 1980 року замок був доступний як виставковий майданчик для Ландшафтного музею Гессена Касселя (тоді Державні музеї Касселя). Відтоді тут було представлено два колекційних комплекси, які залишалися неекспонованими з 1937 року: колекції гессенської військової та мисливської історії, які раніше знаходилися в Гессенському державному музеї.
Колекція гессенської військової історії включає історичну зброю, форму, медалі та картини від Середньовіччя до приєднання курфюрства до Пруссії (1866). Цю колекцію доповнюють мілітарії з князівства Вальдек-Пірмонт, князі якого побудували замок Фрідріхштайн.
Колекційний комплекс мисливського спорядження та зброї XVI–XIX ст. походить від колишнього земельного володіння. Ці предмети свідчать про багатство та різноманітність княжої мисливської палати.

### Палац і парк Вільгельмсталь

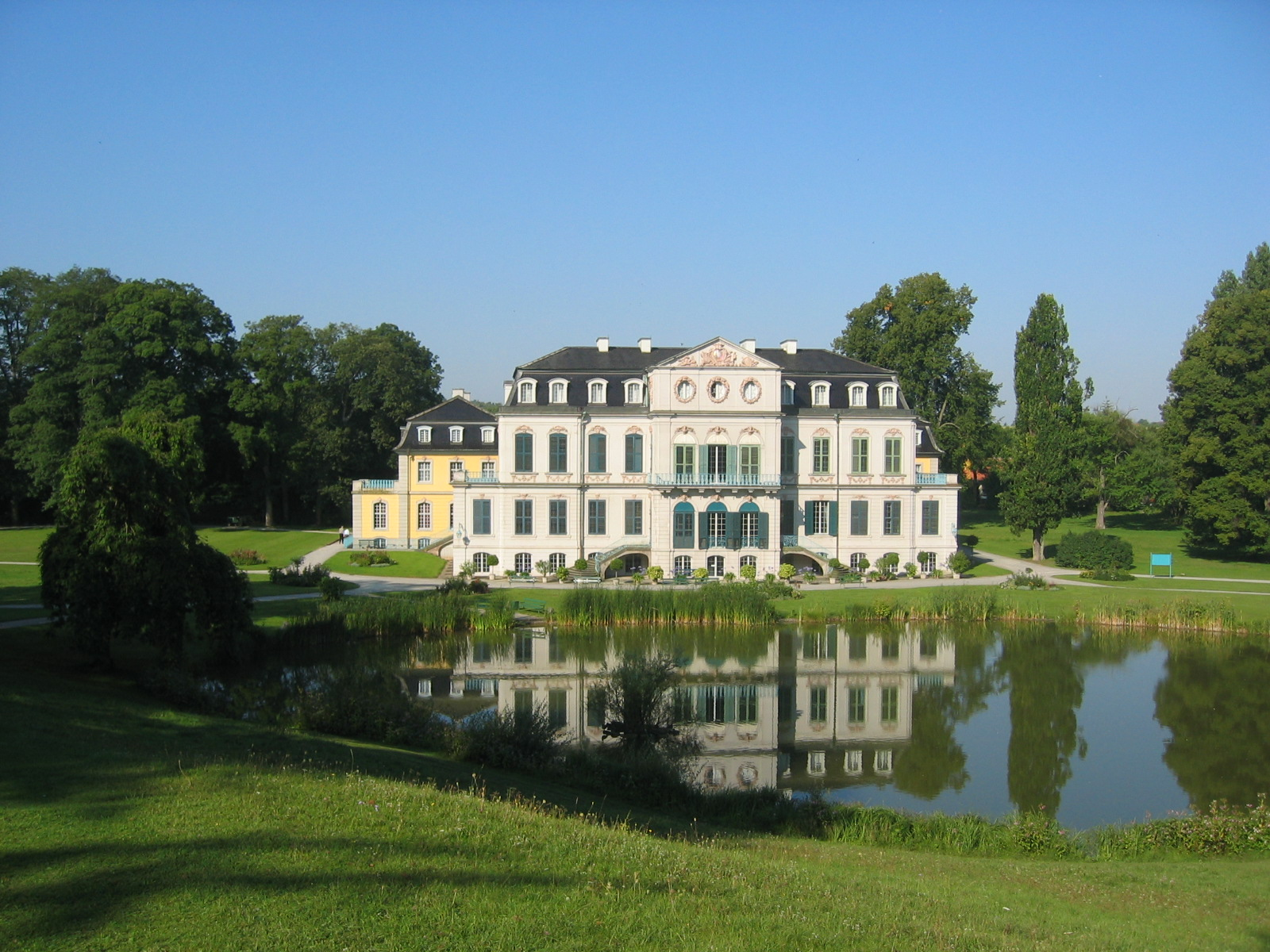
Замок Вільгельмсталь, вид на сад

Замок Вільгельмсталь, біля Кальдена поблизу Касселя, вважається одним з найкрасивіших замків рококо в Німеччині. Він був побудований під керівництвом ландграфа Вільгельма VIII Гессен-Касселя між 1747 і 1761 роками за екскізами мюнхенського придворного архітектора Франсуа де Кювільєса. Інтер'єр створив скульптор Йоганн Август Наль. Кімнати замку, їх облаштування можна оглянути під час екскурсії. Замковий парк запрошує на прогулянку.